# Edward C. Peter II

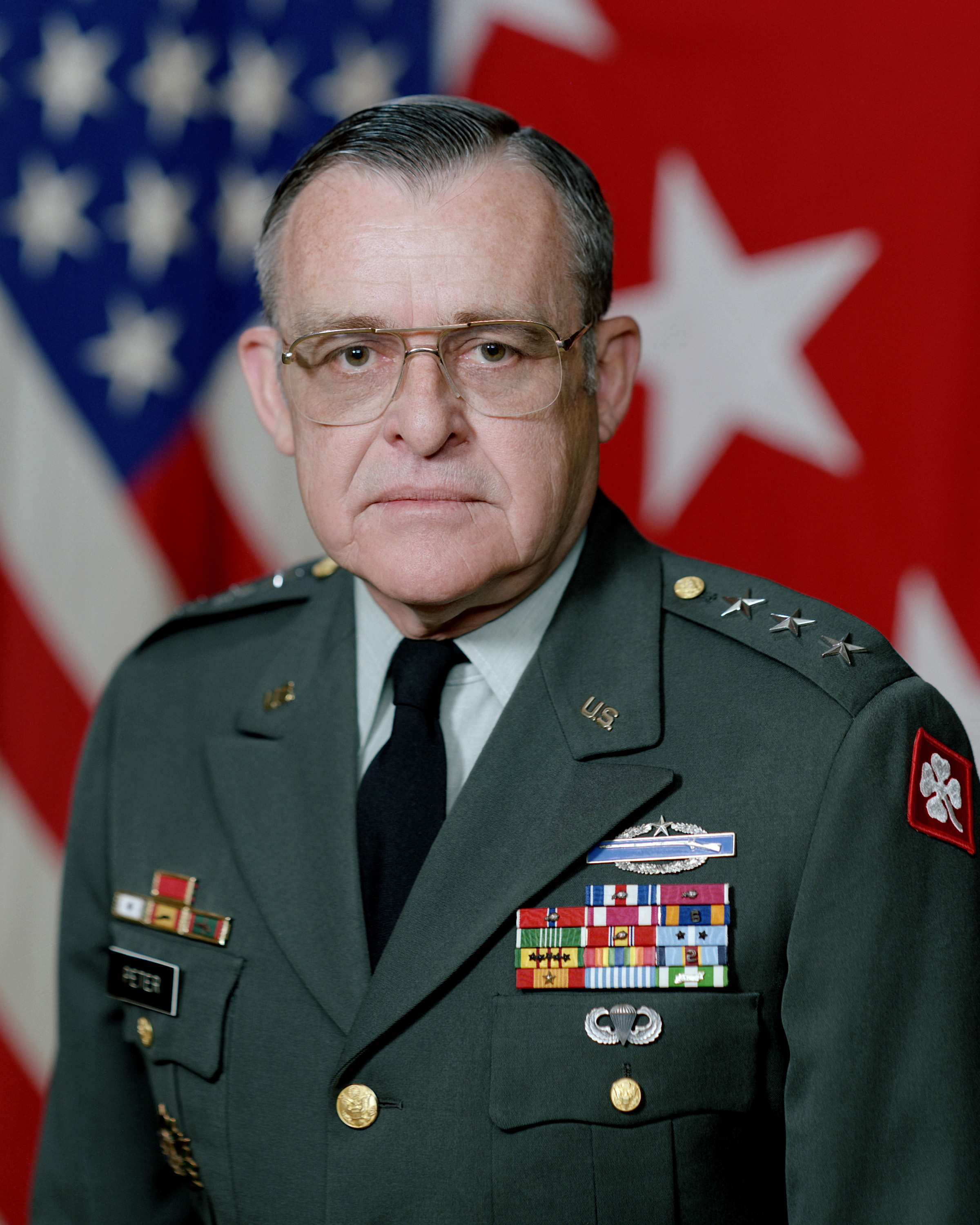
Edward C. Peter II (1984)

Edward Compston Peter II (* 8. Mai 1929 in Washington, D.C.; † 12. November 2008 in Savannah, Chatham County, Georgia) war ein Generalleutnant der United States Army. Er war unter anderem Kommandeur der 5. Infanteriedivision und der 4. Armee.
Edward Peter II war ein Sohn von Edward Peter Sr. (1904–1953) und Anita Phillips (Smith). Zwischen 1943 und 1947 absolvierte er die Staunton Military Academy in Virginia und in den Jahren 1947 bis 1951 durchlief er die United States Military Academy in West Point. Nach seiner Graduation wurde er als Leutnant der Infanterie zugeteilt. In der Armee durchlief er anschließend alle Offiziersränge vom Leutnant bis zum Drei-Sterne-General.
Im Lauf seiner militärischen Karriere absolvierte Peter verschiedene Kurse und Schulungen. Dazu gehörten unter anderem das Command and General Staff College, das Armed Forces Staff College und das Industrial College of the Armed Forces. Außerdem erhielt er einen akademischen Grad von der University of Michigan.
In seinen jüngeren Jahren absolvierte er den für Offiziere in den niederen Rangstufen üblichen Dienst in unterschiedlichen Einheiten und Standorten. Dazu gehörten auch Aufgaben als Stabsoffizier in verschiedenen Hauptquartieren. Zwischen Mai 1952 und Februar 1953 war er im Koreakrieg eingesetzt. Dort gehörte er dem 35. Infanterieregiment an. Er war Zugführer in einer Kompanie des Regiments und danach Stabsoffizier in einem ebenfalls zu diesem Regiment gehörenden Bataillon.
Nach dem Krieg kommandierte er eine Kompanie des 188. Luftlanderegiments. Danach gehörte er für einige Zeit der Fakultät der Militärakademie in West Point an. Im Jahr 1959 wurde er nach Hawaii versetzt, wo er eine Kompanie des 21. Infanterieregiments kommandierte. In der Folge wurde er zum Stab der übergeordneten 25. Infanteriedivision berufen, die ebenfalls in Hawaii stationiert war.
Nach seinem Studium am Command and General Staff College wurde Edward Peter im Jahr 1963 Mitglied des Verbindungsstabes zwischen dem US-Senat und dem Heeresministerium. In den Jahren 1967 und 1968 wurde er im Vietnamkrieg eingesetzt. Dort war er zunächst Bataillonskommandeur bei der 25. Infanteriedivision und dann Stabsoffizier beim Hauptquartier der II Field Force Vietnam.
In den Jahren 1969 bis 1972 gehörte Peter dem Stab von SHAPE in Belgien an. Daran schloss sich eine Versetzung nach Fort Riley an, wo er den Support Command der 1. Infanteriedivision kommandierte. Es folgte eine Versetzung zum Fort McPherson in Georgia, wo er in den Jahren 1973 bis 1976 dem Stab des United States Army Forces Commands angehörte. Am Ende seiner dortigen Zeit leitete er die Stabsabteilung G3 (Operationen) dieses Commands. Es folgte eine weitere Versetzung nach Hawaii zum Stab der 25. Infanteriedivision. Anschließend leitete er in den Jahren 1978 bis 1981 die Verbindungsabteilung zwischen der Legislative und dem  Heeresministerium (Chief of Legislative Liaison for the Department of the Army).
Zwischen dem 6. Juli 1981 und dem 12. Juli 1983 kommandierte Peter die 5. Infanteriedivision, die damals in Fort Polk in Louisiana stationiert war. Danach kehrte er zum Heeresministerium zurück, wo er dessen Stabsabteilung G1 (Personal) leitete. Nach seiner Beförderung zum Generalleutnant erhielt er das Kommando über die 4. Armee, das er von 1984 bis 1986 innehatte. Diese Armee war damals gerade erst wieder für einige Jahre reaktiviert worden. Am 30. Juni 1986 schied Peter aus dem aktiven Militärdienst aus.
Nach seiner Pensionierung arbeitete er in der freien Wirtschaft. Er gehörte dem Vorstand der Firma Commercial Distribution Center, Inc. in Independence in Missouri an. Später leitete er bis 1994 diese Firma. Danach zog er sich endgültig in den Ruhestand zurück.
Edward Peter verbrachte seinen Lebensabend in Savannah in Georgia, wo er am 12. November 2008 verstarb. Er fand seine letzte Ruhestätte auf dem amerikanischen Nationalfriedhof Arlington.

## Orden und Auszeichnungen
Edward Peter erhielt im Lauf seiner militärischen Laufbahn unter anderem folgende Auszeichnungen:
- Army Distinguished Service Medal
- Silver Star
- Legion of Merit
- Bronze Star Medal
- Meritorious Service Medal
- Air Medal
- Army Commendation Medal